# Barbara Bursztynowicz
Barbara Rabczak-Bursztynowicz (ur. 27 stycznia 1954 w Bielsku-Białej) – polska aktorka filmowa i teatralna.

## Życiorys

### Rodzina i edukacja
Wychowała się z dwojgiem młodszego rodzeństwa. W młodości trenowała judo, szermierkę, gimnastykę i taniec. Ukończyła naukę w LO im. Adama Asnyka w Bielsku-Białej. W 1977 została absolwentką Wydziału Aktorskiego Państwowej Wyższej Szkoły Teatralnej w Warszawie.

### Kariera zawodowa
Jeszcze przed ukończeniem studiów aktorskich zadebiutowała na profesjonalnej scenie teatralnej rolą Katii w spektaklu Maksima Gorkiego Barbarzyńcy (reż. Aleksander Bardini) wystawianym w 1976 w Teatrze Powszechnym w Warszawie. W latach 1977–2001 była aktorką Teatru Ateneum w Warszawie. W 2010 zagrała Ruth w spektaklu Tima Firtha Dziewczyny z kalendarza (reż. Tomasz Dutkiewicz) w Teatrze Komedia w Warszawie. Zagrała także wiele ról w Teatrze Telewizji.
W filmie zadebiutowała rolą w obrazie Andrzeja Kostenki Sam na sam (1977). Telewidzom znana jest głównie z roli Elżbiety Chojnickiej w telenoweli Klan, w której postać wcielała się w latach 1997–2025. Za tę rolę była nominowana do Telekamery 2002 dla najpopularniejszej aktorki serialowej. W 2025 dołączyła do obsady serialu Szpital św. Anny.
Przez rok była felietonistką dodatku telewizyjnego do dwudnika „Polska The Times”, a jej wybrane teksty zostały wydane w 2013 przez Wydawnictwo G+J w formie książki pt. Jak w życiu.
Jesienią 2025 będzie uczestniczyła w 17. edycji programu Dancing with the Stars. Taniec z gwiazdami w Polsacie.

## Życie prywatne
Jest żoną aktora Jacka Bursztynowicza, z którym ma córkę, Małgorzatę.

## Filmografia
- 1977: Sam na sam, jako studentka
- 1979: Klincz, jako Bożena, córka Szpakowskiego
- 1980: Nic nie stoi na przeszkodzie, jako Alina
- 1980: Królowa Bona, jako królewna Jadwiga (odc. 3, 5)
- 1981: W obronie własnej, jako Dorota, żona Adama
- 1985: Rośliny trujące, jako Małgorzata
- 1988: Oszołomienie, jako aktorka
- 1996: Dzieci i ryby, jako przyjaciółka Anny
- 1997–2025: Klan, jako Elżbieta Chojnicka
- 2007: Mój dziadek, jako lekarka
- 2009: Na dobre i na złe, jako Julia Krzyżanowska (odc. 383)
- 2009: Siostry, jako Róża Barańska (odc. 13)
- 2010: Apetyt na życie, jako Grażyna, matka Lidii
- 2010: Wódeczka i panienki, jako dziwka Magda
- 2016: Zaćma, jako Kościukiewiczowa, kobieta w jadalni
- 2018: Ojciec Mateusz jako Roma Górska, matka Anny (odc. 262)
- od 2025: Szpital św. Anny jako Irena Bursztyn

## Polski dubbing
- 1973: Detektyw Pchełka na tropie – Lori (stary dubbing, odcinek 3, niezależnie od Aleksandry Kisielewskiej)
- 1985–1989: Smerfy –
  - Sasetka,
  - Laura (nowy dubbing, odc. „Siostra Smerf”)
- 1985–1988: Troskliwe misie – Pysia, Złośnica
- 1985-1992: Historie biblijne- Margo (pierwsza wersja dubbingu, edycja na VHS)
- 1987–1990: Kacze opowieści – Szafirezada
- 1988: Denver, ostatni dinozaur – Heather Adams
- 1989: Dommel – Cherry
- 1990-1994: Przygody Animków – Fifi La Fume (oprócz odc. 19–20)
- 1990: Muminki – Alicja
- 1991: Ali Baba
- 1991: Słoń Benjamin (seria z 1991) – Karla Kolumna
- 1991–1992: Dzielny Agent Kaczor – Matka Klucha
- 1992–1996: Film pod strasznym tytułem
- 1996: Miłość i wojna – Elsie MacDonald
- 1997: Świat królika Piotrusia i jego przyjaciół – wykonanie piosenki
- 1999: Bob Budowniczy – Marta
- 2000: Spotkanie z Jezusem – Tamra (wersja telewizyjna)
- 2004: Lemony Snicket: Seria niefortunnych zdarzeń – ciotka Józefina